# Turmhügel Stein (Lichtenfels)
Der Turmhügel Stein ist der Rest einer abgegangenen Turmhügelburg (Motte) am Nordrand der gleichnamigen Einöde Stein, eines Ortsteils von Lichtenfels im oberfränkischen Landkreis Lichtenfels in Bayern, Deutschland. Über diese Niederungsburg sind nur wenige Informationen bekannt, sie wird grob als mittelalterlich datiert. Der Burgenname „Stein“ wurde erstmals 1411 in einer Lichtenfelser Urkunde genannt. Erhalten hat sich von der Burg nur noch der Turmhügel. Die Stelle ist als Bodendenkmal Nummer D-4-5832-0064: Mittelalterlicher Turmhügel geschützt.

## Beschreibung
Die Burgstelle liegt am Fuß des „Klentsch“ genannten Berges, leicht erhöht über dem Talgrund des Leuchsenbaches, kurz vor der Einmündung des Steinsbächleins. Der Turmhügel erreicht noch eine Höhe von fünf Metern und befindet sich auf einem künstlich geschaffenen kleinen Sporn am Berghang. Die frühere Kleinburg wurde ursprünglich an drei Seiten vom Bachlauf des Leuchsenbaches umschlossen, und so bis auf die Südwestseite durch diesen Wassergraben geschützt. Heute liegt der Turmhügel allerdings einige Meter vom Bachlauf entfernt, da dieser um das Jahr 1930 begradigt wurde.